# Ronnie Wood
Ronald David "Ronnie" Wood (Hillingdon, London, 1. lipnja 1947.) engleski je rock gitarist i basist, najpoznatiji kao član kultnog rock sastava The Rolling Stones, u kojem svira od 1974. godine. U Rolling Stonesima je specijalizirao sviranje tzv. slide i pedal steel gitare. Ronnie također solidno svira bas-gitaru, pa je tako na pjesmi "Emotional Rescue" svirao bas-gitaru umjesto tadašnjeg basista Billa Wymana, koji je svirao sintisajzer.
Wood je surađivao s mnogim velikanima iz svijeta glazbe, poput Princea, Boba Dylana, Davida Bowieja, Erica Claptona, Boa Diddleyja, Arethe Franklin i drugih. U ranijim je danima svirao kao gitarist grupa The Faces i The Jeff Beck Group.